# Capitán Sarmiento (partido)
Pour les articles homonymes, voir Capitán Sarmiento.
Le partido de Capitán Sarmiento est une subdivision de la province argentine de Buenos Aires. Fondé en 1962, son chef-lieu est Capitán Sarmiento.